# Paige Zemina
Kathryn Paige Zemina, nach Heirat Kathryn Paige Northcutt, (* 15. Februar 1968) ist eine ehemalige Schwimmerin aus den Vereinigten Staaten. Sie gewann eine olympische Bronzemedaille.

## Sportliche Karriere
Paige Zemina nahm 1985 an der Universiade in Kōbe sowohl am Wettbewerb der 4-mal-100-Meter-Freistilstaffel als auch der 4-mal-200-Meter-Freistilstaffel teil und gewann jeweils mit der Staffel aus den Vereinigten Staaten. Die Mannschaften wurden nachträglich disqualifiziert, weil nur Schwimmerinnen ab dem Geburtsjahrgang 1967 zugelassen waren. Zemina war also anderthalb Monate zu jung, was aber den Mannschaftsverantwortlichen der Vereinigten Staaten nicht aufgefallen war. 1986 wurde Zemina Dritte über 100 Meter Freistil bei den Goodwill Games in Moskau. Zemina war in Moskau auch Mitglied der beiden siegreichen Freistilstaffeln.
Bei den Olympischen Spielen 1988 in Seoul erreichte die 4-mal-100-Meter-Freistilstaffel mit Laura Walker, Paige Zemina, Jill Sterkel und Mary Wayte das Finale mit der drittbesten Zeit. Im Endlauf schwammen Mary Wayte, Mitzi Kremer, Laura Walker und Dara Torres 0,85 Sekunden schneller als die Vorlaufstaffel und schlugen nach den Staffeln aus der DDR und aus den Niederlanden an. Alle sechs eingesetzten Schwimmerinnen erhielten die Bronzemedaille.
Paige Zemina hatte die Highschool in Fort Lauderdale besucht und studierte dann an der University of Florida. Sie gewann insgesamt fünf Meistertitel der National Collegiate Athletic Association. Paige Northcutt-Zemina war später Schwimmtrainerin in Tennessee.